# La Saison des amours (album de La Bamboche)
Pour les articles homonymes, voir Saison des amours.
Albums de La Bamboche
Quintessence
(1978) Née de la lune
(1980)
La Saison des amours est le cinquième album du groupe folk français La Bamboche et son quatrième album studio, sorti en 1978 en disque vinyle, en cassette audio et en CD (en 1996).

## Historique
Source
En mars 1977, par choix de vie, Bernard Blanc et Jackie Bardot quittent la Bamboche. Jean explique : « On ne savait pas dire non aux concerts ; on passait donc une grande partie de notre temps sur la route, plusieurs mois s’écoulaient sans que nous repassions par Lyon. Ça n’est pas facile à vivre ! ». C'est donc l'occasion pour le groupe de passer à autre chose.
Et effectivement, le cinquième album de la Bamboche, La Saison des Amours, sorti en 1978 chez Ballon Noir (le label d’Hugues de Courson) est sans commune mesure avec les précédents. À la suite de Malicorne, La Bamboche s'est décidé à franchir le pas décisif de l'électrification, déchaînant sur son passage les foudres des puristes du mouvement folk. La nouvelle formation se compose alors des 5 musiciens suivants :  Jean Blanchard (violon, cornemuse Béchonnet, accordéon, épinette, chant), Jacques Boisset (guitare basse, percussions, chant), Evelyne Girardon dite "Beline" (chant, vielle), Bernard "Beps" Chauchat (batterie) et Daniel Olivier (guitare) (ce dernier en provenance du groupe folk La Grande Folque). 
Dans l'ensemble, le disque propose de belles mélodies, des textes traditionnels bien choisis, ainsi que quelques compositions. Les instruments électrifiés, traditionnels ou modernes, ne couvrent pas les voix et ne se déchaînent que dans les parties instrumentales. Les danses, en nombre moins importants que sur les précédents albums, font la part belle à la cornemuse, en particulier dans "M'en revenant de l'Italie" et "Bourrée de Jenzat". "J'ai peur du loup" et "Derrière chez moi il y a une montagne", deux branles du Berry endiablés, sont interprétés à grand renfort de cornemuse, de vielle à roue et de roulements de batterie.
Contrairement à ce que l'on pourrait croire, l'électrification n'a pas entraîné La Bamboche dans un folk rock pur et dur. Si le groupe s'apparente désormais plus à Malicorne qu'à Mélusine, les musiciens privilégient cependant la beauté des mélodies, les ballades poétiques au détriment de la rythmique. Les exceptions ont pour noms "Le marinier" et "La fille d'usine". Le premier de ces titres alterne les passages aériens joués à la guitare acoustique, à la basse, à la cornemuse, et les passages rapides et énergiques, où le rythme syncopé se couvre de sonorités de guitares électriques, façon Malicorne.
La voix claire de Beline se pose admirablement sur la musique ; elle interprète par ailleurs la majeure partie des chansons de l'album, cédant, de temps à autre, sa place à Jean Blanchard. "La fille d'usine" nous conte l'histoire contemporaine d'une ouvrière s'échinant à la fabrique. Un soir, elle part danser au bal avec un garçon et se tue dans un accident de voiture sur le chemin du retour. Interprétée sur le mode traditionnel par Beline, la chanson s'accompagne d'une rythmique rock, tout à fait adaptée au tragique du texte. Les paroles et la musique sont de Jean. Du côté des ballades, "La fille mère", complainte du Morvan et "La feuille verte", chanson savoyarde, sont toutes deux le fruit de collectages. La première offre une mélodie de toute beauté, accompagnée de guitares aériennes et de passages à la flûte. Elle raconte l’histoire d’une jeune femme engrossée qui tue son enfant de manière atroce, et, dévoilée, est condamnée à mort. "Nous irons en Flandre", chanson de berger et d'amour d'origine berrichonne, est interprétée par Jean et accompagnée sobrement (guitare, guitare basse, violon, flûte, carillon). La mélodie s'orne de chœurs lyriques. La Bamboche perpétue la tradition folk dans une autre chanson berrichonne sur la désertion, intitulée comme il se doit "Le Déserteur". En clôture de l'album, les musiciens nous offrent un petit détour du côté de la country music, avec "L'autoroute", chanson satyrique écrite et composée par Jean : une famille de fermiers délogée par la construction d'une autoroute, est relogée en HLM et se voit contraint d'emprunter la nationale afin d'éviter cette même autoroute trop coûteuse pour son maigre budget !
Varié et agréable à écouter, cet album de qualité propose un folk électrifié personnalisé, dans la lignée de Malicorne, sans en être une simple copie. Il traduit l'évolution d'un groupe qui a su digérer les influences traditionnelles et trouver sa propre personnalité, dans une musique bien contemporaine. Plus moderne que les précédents, il s’écoute aussi plus facilement.

## Liste des titres
Source,
| No  | Titre                                                     | Crédits                                                           | Durée |
| --- | --------------------------------------------------------- | ----------------------------------------------------------------- | ----- |
| 1.  | La Fontaine troublée / Entresol                           | Traditionnel // Daniel Olivier                                    |       |
| 2.  | Le marinier / Le temps du voyage                          | Traditionnel // Évelyne Girardon                                  |       |
| 3.  | M'en revenant de l'Italie / Bourrée de Jenzat             | Traditionnels                                                     |       |
| 4.  | Le déserteur / L'adieu au pays                            | Traditionnel - chanson berrichonne // Jean Blanchard              |       |
| 5.  | La fille d'usine                                          | Jean Blanchard                                                    |       |
| 6.  | La fille mère                                             | Traditionnel - complainte du Morvan                               |       |
| 7.  | J'ai peur du loup / Derrière chez moi il y a une montagne | Traditionnels - deux branles du Berry                             |       |
| 8.  | La feuille verte                                          | Traditionnel - chanson savoyarde                                  |       |
| 9.  | Nous irons en Flandre                                     | Traditionnel - chanson de berger et d'amour d'origine berrichonne |       |
| 10. | L'autoroute                                               | Jean Blanchard                                                    |       |

Tous titres traditionnels, adaptations et arrangements La Bamboche sauf indiqués.
Tout le long du premier titre intitulé "La Fontaine troublée / Entresol", Évelyne Girardon et les chœurs masculins reprenent ensemble le refrain "C'est la saison des amours, tous les loups y font leur tour" qui donne son titre à l'album.

## Personnel
Source,

### La Bamboche
- Jean Blanchard (violon, cornemuse Béchonnet, accordéon, épinette des Vosges, chant)
- Daniel Olivier (guitare, banjo)
- Evelyne Girardon (chant, vielle à roue)
- Jacques Boisset (basse, percussions, chant)
- Bernard Chauchat (batterie)

### Musiciens invités
- Bernard Blanc (vielle à roue, tin whistle)

## Crédits
Réalisation : Gabriel Yacoub